# L'Enfant et la Rivière
L'Enfant et la Rivière est un roman d'Henri Bosco paru en 1945. Initialement publié par Charlot, il est ensuite réédité de nombreuses fois par les éditions Gallimard.

## Résumé
Le roman se déroule au tournant des XIXe – XXe siècles, dans le sud de la France. Pascalet connaît une enfance paisible à la campagne, dans une petite métairie au milieu des champs bordés de cyprès. Le soir, à la veillée, il entend les grandes personnes parler de la rivière qui coule là-bas, derrière les prés, évoquant les eaux bouillonnantes, les crues, les trous morts, les bohémiens et les courants. Pascalet rêve de connaître ce lieu magique qui lui est formellement interdit. « À la rivière mon enfant, lui dit sa mère, il y a des trous morts où l'on se noie, des serpents parmi les roseaux et des Bohémiens sur les rives. »
Un jour, les parents de Pascalet partent en voyage. Tante Martine, la tante de Pascalet, doit le garder plusieurs jours, mais elle ne s'en occupe pas, ce qui permet à Pascalet de faire sa première escapade.
Le petit garçon va sentir en lui l'appel irrésistible de ce cours d'eau fabuleux qui le fait rêver, nuit et jour, à l'image de Bargabot, l'étrange braconnier qui en connaît chaque méandre et vient parfois lui rendre visite. Bravant un jour l'interdiction de sa famille, il succombe à la tentation et rejoint la rivière. Mais la barque qui le mène part soudain à la dérive, l'entraînant sur une île sauvage. Il y fait alors la rencontre d'inquiétants bohémiens qui retiennent prisonnier un jeune garçon, Gatzo. Après avoir délivré le jeune otage, tous deux s'enfuient. Les deux garçons, se cachant des bohémiens, ne pourront alors plus compter que sur leur seule débrouillardise dans une nature sauvage. Ils rencontreront une petite fille, Hyacinthe (héroïne de la trilogie de Hyacinthe), qui leur parlera d'un marionnettiste, lequel se trouve être le grand-père mourant de Gatzo. Bien plus tard, retrouvant ses parents, Pascalet leur présentera son ami, Gatzo. Apprenant qu'il est seul au monde, les parents de Pascalet l'adopteront.

## Élaboration du roman
Le roman s'inspire de l'enfance de l'écrivain. Même si le nom de la rivière n'est jamais cité dans le roman, elle s'inspire de la Durance, dans sa partie aval. Enfant, Henri Bosco lui-même a vécu dans son voisinage.

## Place dans l'univers d'Henri Bosco
L'Enfant et la Rivière fait partie d'un ensemble de romans dont les personnages réapparaissent dans plusieurs livres, sans que leurs intrigues soient nécessairement liées les unes aux autres.
Le Renard dans l'île, paru en 1956, constitue une suite de L'Enfant et la Rivière, après l'adoption de Gatzo par la famille de Pascalet. D'autres romans reprennent d'autres personnages, comme Bargabot (1958), consacré au braconnier Bargabot, ou Tante Martine (1972), consacré à la tante de Pascalet.

## Adaptations
- 1981 : L'Enfant et la Rivière, téléfilm de Maurice Château, d'après le roman homonyme d'Henri Bosco, avec Alain Attar, Éric Bagnoli et Georges Claisse.
- 2018 : L'Enfant et la Rivière , bande-dessinée de Xavier Coste, Éditions Sarbacane, 2018  (ISBN 9782377310784)[1].